# Wörnitz (gmina)
Wörnitz – miejscowość i gmina w Niemczech, w kraju związkowym Bawaria, w rejencji Środkowa Frankonia, w regionie Westmittelfranken, w powiecie Ansbach, wchodzi w skład wspólnoty administracyjnej Schillingsfürst. Leży w paśmie Frankenhöhe, około 25 km na południowy zachód od Ansbach, przy autostradzie A7.

## Dzielnice
W skład gminy wchodzą następujące dzielnice: 
- Bottenweiler
- Erzberg
- Oberwörnitz
- Wörnitz
- Mühlen